# Melnice
Melnice is een plaats in de gemeente Senj in de Kroatische provincie Lika-Senj. De plaats telt 79 inwoners (2001).